# Nacionalni park Manas
Nacionalni park Manas ili Rezervat divljih životinja Manas je nacionalni park, i rezervat tigrova i slonova, u indijskoj pokrajini Assam. Manas se nalazi u podnožju Himalaja i nastavlja se na Kraljevski nacionalni park Manas u Butanu, a najbliži grad Guwahati je udaljen 176 km. Park je dobio ime prema rijeci Manas (rijeka), koja opet ime duguje hinduističkoj božici-zmiji, Manasa. Rijeka Manas je pritok rijeci Brahmaputra koja presjeca park Manas.
Nacionalni park Manas ima površinu od 950 km² i upisan je 1985. godine na UNESCO-ov popis mjesta svjetske baštine u Aziji i Oceaniji kao jedno velikih utočišta divljih životinja središnje Azije. Osim navedenih bengalskih tigrova i azijskih slonova, u parku obitavaja 31 ugrožena vrsta životinja kao što su: Indijski nosorog (Rhinoceros unicornis), Asamska krovasta kornjača (Pangshura sylhetensis), Hispidski zec (Caprolagus hispidus), Zlatni Langur (Trachypithecus geei) i Patuljasti vepar (Porcula salvania). Sveukupno u parku obitava 55 vrsta sisavaca, 380 vrsta ptica, 50 vrsta reptila i 3 vrste daždevnjaka.
Zbog krivolova i terorističih aktivnosti, park je upisan na popis ugroženih mjesta svjetske baštine 1992. godine, ali je zbog uspješne provedbe zaštite ispisan s ovog popisa 2011. godine.
- Porječje rijeke Manas (indijski dio je nacionalni park)
- Viseći most preko rijeke Manas u području parka
- Bistra rijeka Manas
- Šumski put za Panbang
- Manas na granici s Butanom

## Vanjske poveznice
- Official Službena stranica parka Manas  Arhivirana inačica izvorne stranice od 2. travnja 2006. (Wayback Machine) (engl.) Posjećeno 28. ožujka 2011.
- Manas, Rezervat tigrova u Assamu  Arhivirana inačica izvorne stranice od 26. rujna 2013. (Wayback Machine) (engl.) Posjećeno 28. ožujka 2011.